# Santo Antônio do Descoberto
Santo Antônio do Descoberto is een gemeente in de Braziliaanse deelstaat Goiás. De gemeente telt 58.474 inwoners (schatting 2009).

## Aangrenzende gemeenten
De gemeente grenst aan Águas Lindas de Goiás, Alexânia, Cocalzinho de Goiás, Corumbá de Goiás, Luziânia, Novo Gama en Brasilia (DF) (Ceilândia, Gama, Recanto das Emas en Samambaia).